# Nekrolog Februar 2007
Nekrolog
◄◄
| ◄
| 2003
| 2004
| 2005
| 2006
| 2007 | 2008 | 2009 | 2010 | 2011 | ► | ►►
Januar |
Februar |
März |
April |
Mai |
Juni |
Juli |
August |
September |
Oktober |
November |
Dezember 2007
Weitere Ereignisse | Allgemeiner Nekrolog 2007
Die Beschreibung der verstorbenen Person sollte so kurz wie möglich gehalten sein und nur deren signifikante Tätigkeit(en) enthalten.
Neue Namen ggf. auch unter dem Geburts- und Sterbedatum, also etwa unter 1. Januar und im Geburts- und Sterbejahr (2024) eintragen (nur bei entsprechender großer Wichtigkeit). Für Beispiele siehe die schon vorhandenen Artikel.
Außerdem über die fünf zuletzt Verstorbenen, zu denen es einen ausreichend guten Artikel für eine Präsentation auf der Hauptseite gibt, nach der todesbedingten Überarbeitung der Artikel ggf. auch unter Wikipedia Diskussion:Hauptseite informieren und sie am besten auch in den anderen Wikipedia-Sprachversionen eintragen. Tipp: Regelmäßig bei news.google.de nach „ist tot“, „gestorben“ oder „verstorben“ suchen.
Wenn eine Person gestorben ist, gibt es viele Seiten zu dieser Person in der Wikipedia, die davon auch betroffen sind und entsprechend aktualisiert werden müssen. Beispiele: Namenübersichtsseite, Geburtsjahr, Geburtsort-Seiten und viele mehr.
Wie finde ich die betroffenen Seiten?
Im Suchfeld auf der linken Seite gibt man den Suchbegriff so ein: „Vorname Nachname“. Dann klickt man auf Volltext und alle Seiten mit entsprechendem Suchtext werden aufgerufen. Hier sieht man dann schnell, wo auch das Todesjahr Sinn macht oder sogar ein Teil des Artikels angepasst werden muss. Auch hilft das „Werkzeug“ auf der linken Seite sehr gut, um solche Seiten aufzufinden: „Links auf diese Seite“. Somit ist die Wikipedia wieder aktuell in allen Bereichen! Hinweis: bei Eintragung der Kategorie „Gestorben JAHR“ wird der Missbrauchsfilter 49 ausgelöst, was jedoch nicht schlimm ist. Siehe: Spezial:Missbrauchsfilter/49
Dies ist eine Liste von im Februar 2007 verstorbenen bekannten Persönlichkeiten. Die Einträge erfolgen innerhalb der einzelnen Daten alphabetisch sortiert. Tiere sind im Nekrolog für Tiere zu finden.

## Februar
| Tag         | Name                              | Beruf, bekannt als                                                                                              | Alter | Beleg |
| ----------- | --------------------------------- | --- | ----- | ----- |
| 1. Februar  | Delfí Abella i Gibert             | katalanischer Psychiater und Liedermacher                                                                       | 81    |       |
| 1. Februar  | Karl Aurand                       | deutscher Physiker                                                                                              | 83    |       |
| 1. Februar  | Whitney Balliett                  | US-amerikanischer Jazzkritiker                                                                                  | 80    |       |
| 1. Februar  | Gerhard Bäßler                    | deutscher Fußballtrainer                                                                                        | 83    |       |
| 1. Februar  | Feliciano Béjar Ruiz              | mexikanischer Künstler                                                                                          |       |       |
| 1. Februar  | Ray Berres                        | US-amerikanischer Baseballspieler                                                                               | 99    |       |
| 1. Februar  | Lea Bischof                       | Schweizer Jazzsängerin                                                                                          | 70    |       |
| 1. Februar  | Antonio María Javierre Ortas      | spanischer Ordensgeistlicher, Kurienkardinal der römisch-katholischen Kirche                                    | 85    |       |
| 1. Februar  | Dmitri Nikolajewitsch Konowalenko | russischer Journalist                                                                                           | 36    |       |
| 1. Februar  | Ahmad Abu Laban                   | dänischer Imam                                                                                                  |       |       |
| 1. Februar  | Gian Carlo Menotti                | US-amerikanischer Opernkomponist                                                                                | 95    |       |
| 1. Februar  | George Naschke                    | deutscher Musikverleger                                                                                         | 62    |       |
| 1. Februar  | Gerd Pfeiffer                     | deutscher Jurist, Präsident des Bundesgerichtshofs                                                              | 87    |       |
| 1. Februar  | Erich Rakowski                    | deutscher Badmintonspieler                                                                                      | 71    |       |
| 1. Februar  | Adelina Tattilo                   | italienischer Herausgeber                                                                                       | 78    |       |
| 1. Februar  | Seri Wangnaitham                  | thailändischer Tänzer                                                                                           | 70    |       |
| 2. Februar  | Vijay Arora                       | indischer Filmschauspieler                                                                                      | 62    |       |
| 2. Februar  | Mikola Gnisjuk                    | russischer Fotograf                                                                                             | 62    |       |
| 2. Februar  | Hans-Joachim Gottschol            | deutscher Unternehmer                                                                                           | 79    |       |
| 2. Februar  | Billy Henderson                   | US-amerikanischer Soulsänger und Songwriter                                                                     | 67    |       |
| 2. Februar  | Joe Hunter                        | US-amerikanischer Pianist                                                                                       | 79    |       |
| 2. Februar  | Ovidio Lari                       | italienischer Geistlicher, Bischof des Bistums Aosta                                                            | 88    |       |
| 2. Februar  | Oh Gyu-won                        | südkoreanischer Autor                                                                                           | 65    |       |
| 2. Februar  | Gisèle Pascal                     | französische Schauspielerin                                                                                     | 83    |       |
| 2. Februar  | Heinrich Reimann                  | Schweizer Diplomat                                                                                              | 62    |       |
| 2. Februar  | Michel Roux                       | französischer Komiker                                                                                           | 77    |       |
| 2. Februar  | Michael Rudolf                    | deutscher Schriftsteller, Bierexperte und Verleger                                                              | 45    |       |
| 2. Februar  | Masao Takemoto                    | japanischer Kunstturner                                                                                         | 87    |       |
| 2. Februar  | Gregor Traversa                   | österreichischer Künstler                                                                                       | 65    |       |
| 2. Februar  | Eric Von Schmidt                  | US-amerikanischer Maler, Illustrator und Singer-Songwriter                                                      | 75    |       |
| 3. Februar  | David Bernard Ast                 | US-amerikanischer Zahnarzt und Beamter des New York State Department of Health                                  | 104   |       |
| 3. Februar  | İsmet Giritli                     | türkischer Menschenrechtler, Professor für Menschenrechte und Autor                                             |       |       |
| 3. Februar  | Peter Joseph Mallon               | kanadischer Geistlicher, Erzbischof von Regina                                                                  | 77    |       |
| 3. Februar  | Mario Martens                     | deutscher Radiomoderator, Musiker und Komponist                                                                 | 52    |       |
| 3. Februar  | Giovan Battista Pellegrini        | italienischer Sprachwissenschaftler, Romanist, Finno-Ugrist, Albanologe und Dialektologe                        | 85    |       |
| 3. Februar  | Charles Scripps                   | US-amerikanischer Manager                                                                                       | 87    |       |
| 3. Februar  | Annemarie Siemank                 | deutsche Schauspielerin                                                                                         | 81    |       |
| 4. Februar  | José Carlos Bauer                 | brasilianischer Fußballspieler                                                                                  | 81    |       |
| 4. Februar  | Frédéric Fellay                   | Schweizer Volleyballspieler                                                                                     | 21    |       |
| 4. Februar  | Mullah Ghafur                     | afghanischer Taliban-Anführer                                                                                   |       |       |
| 4. Februar  | Erna Heiller                      | österreichische Konzertpianistin und Cembalistin                                                                | 84    |       |
| 4. Februar  | Suhad Ibrahim                     | irakische Journalistin                                                                                          |       |       |
| 4. Februar  | Gerard Francis Loft               | neuseeländischer Geistlicher, Bischof von Auki in der Provinz Malaita der Salomonen                             | 73    |       |
| 4. Februar  | Barbara McNair                    | US-amerikanische Sängerin                                                                                       | 72    |       |
| 4. Februar  | Jules Olitski                     | US-amerikanischer Maler und Bildhauer                                                                           | 84    |       |
| 4. Februar  | Kurt Schubert                     | österreichischer Universitätsprofessor für Judaistik                                                            | 83    |       |
| 4. Februar  | Francesco Valdambrini             | italienischer Komponist und Musikpädagoge                                                                       | 73    |       |
| 5. Februar  | Gerhard Hertel                    | deutscher Finanzbeamter, Kommunalpolitiker und Heimatforscher                                                   | 82    |       |
| 5. Februar  | Hans Jörg Mang                    | deutscher Physiker                                                                                              | 76    |       |
| 5. Februar  | Leo T. McCarthy                   | US-amerikanischer Politiker                                                                                     | 76    |       |
| 5. Februar  | Luis Vázquez                      | mexikanischer Fußballspieler                                                                                    |       |       |
| 5. Februar  | Alfred Worm                       | österreichischer Journalist                                                                                     | 61    |       |
| 6. Februar  | Wolfgang Bartels                  | deutscher Skirennläufer                                                                                         | 66    |       |
| 6. Februar  | Martin Burckhardt                 | Schweizer Architekt und Politiker (LDP)                                                                         | 85    |       |
| 6. Februar  | Lew Burdette                      | US-amerikanischer Baseballspieler                                                                               | 81    |       |
| 6. Februar  | Robert Gigi                       | französischer Comiczeichner und Illustrator                                                                     | 80    |       |
| 6. Februar  | Gérard Herter                     | deutscher Schauspieler                                                                                          | 86    |       |
| 6. Februar  | Lee Hoffman                       | US-amerikanische Autorin                                                                                        | 74    |       |
| 6. Februar  | Len Hopkins                       | kanadischer Politiker                                                                                           | 76    |       |
| 6. Februar  | Kazuhiro Watanabe                 | japanischer Comiczeichner                                                                                       | 56    |       |
| 6. Februar  | Frankie Laine                     | US-amerikanischer Popsänger                                                                                     | 93    |       |
| 6. Februar  | Reiner Merkel                     | deutscher Journalist und Manager                                                                                | 55    |       |
| 6. Februar  | Flavio Ortega                     | honduranischer Fußball-Nationaltrainer                                                                          | 62    |       |
| 6. Februar  | Alois Puschnik                    | österreichischer Heimatforscher                                                                                 | 84    |       |
| 6. Februar  | Gareth Roberts                    | britischer Physiker                                                                                             | 66    |       |
| 6. Februar  | Thomas G. Rosenmeyer              | deutsch-amerikanischer Altphilologe                                                                             | 86    |       |
| 6. Februar  | Henry George Webster              | britischer Automobil-Ingenieur                                                                                  | 89    |       |
| 6. Februar  | Willye White                      | US-amerikanischer Leichtathlet                                                                                  | 68    |       |
| 7. Februar  | Ben Berns                         | niederländischer Maler und Bildhauer                                                                            | 70    |       |
| 7. Februar  | Astrid Krog Halse                 | norwegische Lyrikerin und Lehrerin                                                                              | 93    |       |
| 7. Februar  | Kenneth W. Kennedy                | US-amerikanischer Informatiker                                                                                  | 61    |       |
| 7. Februar  | Alfred J. Kolatch                 | US-amerikanischer Rabbiner, Autor und Verleger                                                                  | 90    |       |
| 7. Februar  | Hans-Joachim Kunst                | deutscher Kunsthistoriker                                                                                       | 77    |       |
| 7. Februar  | Joseph Lange                      | deutscher Historiker und Archivleiter                                                                           | 95    |       |
| 7. Februar  | Hans Lauter                       | deutscher Klassischer Archäologe                                                                                | 66    |       |
| 7. Februar  | Alan MacDiarmid                   | neuseeländischer Chemiker                                                                                       | 79    |       |
| 7. Februar  | David McGrath                     | britischer Illustrator                                                                                          | 24    |       |
| 7. Februar  | Henry Maitek                      | deutscher Fotograf                                                                                              | 84    |       |
| 7. Februar  | Thijs Roks                        | niederländischer Radrennfahrer                                                                                  | 76    |       |
| 7. Januar   | Franz Trapphoff                   | deutscher Fußballspieler                                                                                        | 83    |       |
| 7. Februar  | Brian Williams                    | britischer Rugbyspieler                                                                                         | 44    |       |
| 8. Februar  | Anna Nicole Smith                 | US-amerikanische Schauspielerin und Fotomodell                                                                  | 39    |       |
| 8. Februar  | J. Brennan Smith                  | US-amerikanischer Schauspieler                                                                                  | 36    |       |
| 8. Februar  | Ian Stevenson                     | kanadischer Parapsychologe und Begründer der Reinkarnationsforschung                                            | 88    |       |
| 8. Februar  | Peter Thornton                    | britischer Kunsthistoriker, Museumskurator und Autor                                                            | 81    |       |
| 8. Februar  | Fritz Weithas                     | deutscher Astronom, Gründer der Fritz-Weithas-Sternwarte auf dem Mariahilfberg                                  | 85    |       |
| 9. Februar  | Louis W. Ballard                  | US-amerikanischer Komponist                                                                                     | 75    |       |
| 9. Februar  | Marianne Beuchert                 | deutsche publizistisch tätige Frankfurter Floristin und Gärtnerin                                               | 82    |       |
| 9. Februar  | Rüdiger Bubner                    | deutscher Philosoph, Professor für Philosophie an der Universität Heidelberg                                    | 65    |       |
| 9. Februar  | John Seymour Chaloner             | britischer Journalist, Verleger und Schriftsteller, als Presseoffizier verantwortlich für die Gründung der Z... | 82    |       |
| 9. Februar  | Alejandro Finisterre              | spanischer Dichter, Schriftsteller und Erfinder                                                                 | 87    |       |
| 9. Februar  | Sheldon Kay Friedlander           | US-amerikanischer Aerosolforscher                                                                               | 79    |       |
| 9. Februar  | Heinrich Hartmann                 | deutscher Künstler                                                                                              | 92    |       |
| 9. Februar  | Reinhart Hummel                   | deutscher Theologe                                                                                              | 77    |       |
| 9. Februar  | Benedict Kiely                    | irischer Schriftsteller                                                                                         | 87    |       |
| 9. Februar  | Harry Lockefeer                   | niederländischer Journalist, ehemaliger Chefredakteur der Tageszeitung de Volkskrant                            | 68    |       |
| 9. Februar  | Kostas Paskalis                   | griechisch-österreichischer Opernsänger                                                                         | 77    |       |
| 9. Februar  | Graciela Pomponio                 | argentinische Gitarristin                                                                                       | 80    |       |
| 9. Februar  | Ian Richardson                    | britischer Schauspieler                                                                                         | 72    |       |
| 9. Februar  | Erik Schumann                     | deutscher Schauspieler und Synchronsprecher                                                                     | 81    |       |
| 10. Februar | Fritz Hartmann                    | deutscher Rheumatologe                                                                                          | 86    |       |
| 10. Februar | Günther Jahr                      | deutscher Jurist                                                                                                | 83    |       |
| 10. Februar | Abdelmoumen Al Jouahri            | marokkanischer Handballfunktionär                                                                               | 65    |       |
| 10. Februar | Andrew McAuley                    | australischer Abenteurer                                                                                        | 38    |       |
| 10. Februar | Peter Neubauer                    | deutscher Mitarbeiter und Helfer für Hannover 96 im Niedersachsenstadion                                        | 56    |       |
| 10. Februar | Paul Erwin Odenbach               | deutscher Psychiater                                                                                            | 82    |       |
| 10. Februar | Bruno Ruffo                       | italienischer Motorradrennfahrer                                                                                | 86    |       |
| 10. Februar | Emiko Sugi                        | japanische Manga-Zeichnerin                                                                                     | 47    |       |
| 11. Februar | Helmut Deutschland                | deutscher Tischtennisspieler                                                                                    | 88    |       |
| 11. Februar | Arnold Erlanger                   | deutsch-australischer jüdischer Überlebender mehrerer NS-Lager und Zeitzeuge                                    | 90    |       |
| 11. Februar | Marianne Fredriksson              | schwedische Schriftstellerin                                                                                    | 79    |       |
| 11. Februar | Ernst Fürntratt-Kloep             | deutscher Hochschullehrer, Psychologe                                                                           | 68    |       |
| 11. Februar | Christoph Greiff                  | deutscher Politiker (CDU), MdL                                                                                  | 59    |       |
| 11. Februar | Klaus Hierholzer                  | deutscher Arzt und Physiologe                                                                                   | 77    |       |
| 11. Februar | Johann-Peter Hinz                 | deutscher Kommunalpolitiker in Sachsen-Anhalt                                                                   | 65    |       |
| 11. Februar | Karl-Heinz Hopp                   | deutscher Ruderer                                                                                               | 70    |       |
| 11. Februar | Hayao Kinugasa                    | japanischer Offizier                                                                                            | 92    |       |
| 11. Februar | Oliver Mauck                      | deutscher Regisseur und Filmproduzent                                                                           | 75    |       |
| 11. Februar | Constantin Ofițerescu             | rumänischer Ringertrainer                                                                                       | 70    |       |
| 11. Februar | André Postel-Vinay                | französischer Widerstandskämpfer, Compagnon de la Libération, Beamter und Politiker                             | 95    |       |
| 11. Februar | Michael Tyzack                    | britischer Maler                                                                                                | 73    |       |
| 11. Februar | Charles R. Walgreen Jr.           | US-amerikanischer Unternehmer                                                                                   | 100   |       |
| 12. Februar | Georg Buschner                    | deutscher Fußballspieler und -trainer                                                                           | 81    |       |
| 12. Februar | Jimmy Campbell                    | englischer Musiker                                                                                              | 63    |       |
| 12. Februar | Raúl Estrada                      | mexikanischer Fußballspieler                                                                                    |       |       |
| 12. Februar | Thomas E. Fairchild               | US-amerikanischer Jurist und Politiker                                                                          | 94    |       |
| 12. Februar | Frank Fiedler                     | deutscher Philosoph                                                                                             | 78    |       |
| 12. Februar | Jeane Flieser                     | deutsche Malerin                                                                                                | 94    |       |
| 12. Februar | Peggy Gilbert                     | US-amerikanische Jazzmusikerin                                                                                  | 102   |       |
| 12. Februar | Ferenc Hemrik                     | ungarischer Skispringer                                                                                         | 81    |       |
| 12. Februar | Martin Kausche                    | deutscher Maler und Graphiker                                                                                   | 91    |       |
| 12. Februar | Radoslav Momirski                 | jugoslawischer Fußballtrainer                                                                                   | 87    |       |
| 12. Februar | Dietrich Seckel                   | deutscher Kunsthistoriker                                                                                       | 96    |       |
| 12. Februar | Dé Stoop                          | niederländischer Unternehmer und Sportmanager                                                                   | 87    |       |
| 12. Februar | Harald Vocke                      | deutscher Diplomat, Schriftsteller, Verleger und Journalist                                                     | 79    |       |
| 12. Februar | Eldee Young                       | US-amerikanischer R&B- und Jazzmusiker                                                                          | 71    |       |
| 13. Februar | Wenelin Alajkow                   | bulgarischer Schachkomponist                                                                                    | 73    |       |
| 13. Februar | Peter Ellenshaw                   | englischer Maler                                                                                                | 93    |       |
| 13. Februar | Jay Haley                         | US-amerikanischer Psychiater und Familientherapeut                                                              | 83    |       |
| 13. Februar | Charles Harington                 | britischer General                                                                                              | 96    |       |
| 13. Februar | Elizabeth Jolley                  | australische Schriftstellerin                                                                                   | 83    |       |
| 13. Februar | Bruce Metzger                     | US-amerikanischer Neutestamentler, Theologe, Textkritiker                                                       | 93    |       |
| 13. Februar | Charlie Norwood                   | US-amerikanischer Politiker                                                                                     | 65    |       |
| 13. Februar | Paolo Pileri                      | italienischer Motorradrennfahrer                                                                                | 62    |       |
| 13. Februar | Eliana Ramos                      | uruguayisches Model                                                                                             | 18    |       |
| 13. Februar | Gerd Rinck                        | deutscher Jurist und Politiker (CDU)                                                                            | 96    |       |
| 13. Februar | Johanna Sällström                 | schwedische Schauspielerin                                                                                      | 32    |       |
| 13. Februar | Holger Vistisen                   | dänischer Schauspieler                                                                                          | 74    |       |
| 14. Februar | James Eells                       | US-amerikanischer Mathematiker                                                                                  | 80    |       |
| 14. Februar | Grimaldo González                 | peruanischer Fußballspieler                                                                                     | 84    |       |
| 14. Februar | Judith Jánoska-Bendl              | österreichische Soziologin                                                                                      | 75    |       |
| 14. Februar | Wolfgang Kalauch                  | deutscher Rennfahrer                                                                                            | 77    |       |
| 14. Februar | Ryan Larkin                       | kanadischer Animator und Trickfilmregisseur                                                                     | 63    |       |
| 14. Februar | Benito Medero                     | uruguayischer Politiker                                                                                         |       |       |
| 14. Februar | Willy Moese                       | deutscher Comiczeichner und Karikaturist                                                                        | 79    |       |
| 14. Februar | Salomon Morel                     | polnischer KZ-Kommandant                                                                                        | 87    |       |
| 14. Februar | Gareth Morris                     | englischer Flötist                                                                                              | 86    |       |
| 14. Februar | Emmett Williams                   | US-amerikanischer Dichter, Performance-Künstler                                                                 | 81    |       |
| 15. Februar | Robert Adler                      | US-amerikanischer Erfinder und Physiker                                                                         | 93    |       |
| 15. Februar | Ray Evans                         | US-amerikanischer Songwriter                                                                                    | 92    |       |
| 15. Februar | Donald P. Hansen                  | US-amerikanischer Vorderasiatischer Archäologe                                                                  | 75    |       |
| 15. Februar | Daniel McDonald                   | US-amerikanischer Schauspieler                                                                                  | 46    |       |
| 15. Februar | Hansjörg Pauli                    | Schweizer Musikwissenschaftler und Schriftsteller                                                               | 75    |       |
| 15. Februar | Jean-Marie Zemb                   | französischer Germanist                                                                                         | 78    |       |
| 16. Februar | Giovanni Carminucci               | italienischer Turner                                                                                            | 67    |       |
| 16. Februar | Elisabeth Höbarth                 | österreichische Schauspielerin                                                                                  | 83    |       |
| 16. Februar | Josef Klíma                       | tschechoslowakischer Volleyball- und Basketballspieler sowie Basketballtrainer und -funktionär                  | 95    |       |
| 16. Februar | Eustathe Joseph Mounayer          | syrischer Geistlicher, Erzbischof im syrisch-katholischen Erzbistum Damaskus                                    | 81    |       |
| 16. Februar | Lilli Promet                      | estnische Schriftstellerin und Journalistin                                                                     | 85    |       |
| 16. Februar | Gene Snyder                       | US-amerikanischer Politiker                                                                                     | 79    |       |
| 16. Februar | Cläre Wohlmann                    | deutsch-jüdische Richterin                                                                                      | 103   |       |
| 17. Februar | Mike Awesome                      | US-amerikanischer Wrestler                                                                                      | 42    |       |
| 17. Februar | Heiner Erke                       | deutscher Psychologe                                                                                            | 67    |       |
| 17. Februar | Joseph Edward Gallo               | US-amerikanischer Milchbauer                                                                                    | 87    |       |
| 17. Februar | Gerhard Grimm                     | deutscher Historiker                                                                                            | 77    |       |
| 17. Februar | Jurga Ivanauskaitė                | litauische Schriftstellerin                                                                                     | 45    |       |
| 17. Februar | Mary Kaye                         | US-amerikanische Musikerin                                                                                      | 83    |       |
| 17. Februar | Klaus Künkel                      | deutscher Ökonom und Vizepräsident der TU Berlin                                                                | 74    |       |
| 17. Februar | Jakov Lind                        | österreichisch-englischer Schriftsteller, Hörspielautor, Filmregisseur und Maler                                | 80    |       |
| 17. Februar | Michele Massa                     | italienischer Jurist, Filmregisseur und Drehbuchautor                                                           |       |       |
| 17. Februar | Peter Mauersberger                | deutscher Geophysiker und Hydroökologe                                                                          | 78    |       |
| 17. Februar | Maurice Papon                     | französischer Politiker und Beamter des Vichy-Regimes                                                           | 96    |       |
| 17. Februar | Herbert Wehnelt                   | deutscher Offizier                                                                                              | 88    |       |
| 18. Februar | Georgi Baew                       | bulgarischer Maler                                                                                              | 82    |       |
| 18. Februar | Barbara Gittings                  | US-amerikanische Journalistin und LGBT-Aktivistin                                                               | 74    |       |
| 18. Februar | Frank Martin                      | kanadischer Eishockeyspieler                                                                                    | 73    |       |
| 18. Februar | Bob Oksner                        | US-amerikanischer Comiczeichner                                                                                 | 90    |       |
| 18. Februar | Kurt Ross                         | deutscher Politiker (SPD)                                                                                       | 91    |       |
| 18. Februar | Frank M. Snowden, Jr.             | US-amerikanischer Historiker und Hochschullehrer                                                                | 95    |       |
| 18. Februar | Ernst Tiedemann                   | deutscher Mediziner                                                                                             | 87    |       |
| 19. Februar | Janet Blair                       | US-amerikanische Schauspielerin                                                                                 | 85    |       |
| 19. Februar | Obdulio Diano                     | argentinischer Fußballspieler                                                                                   | 87    |       |
| 19. Februar | Paul Nikolai Ehlers               | deutscher Arzt                                                                                                  | 86    |       |
| 19. Februar | Celia Franca                      | kanadische Choreographin, Balletttänzerin und -lehrerin                                                         | 85    |       |
| 19. Februar | Marianne Franke                   | deutsche Hochschullehrerin für Didaktik der Mathematik in der Grundschule                                       |       |       |
| 19. Februar | René Imbot                        | französischer Geheimdienstfunktionär                                                                            | 81    |       |
| 19. Februar | Kada Labo                         | nigrischer Manager und Politiker                                                                                |       |       |
| 19. Februar | André Migdal                      | französischer Widerstandskämpfer, Deportierter, KZ-Häftling, Zwangsarbeiter, Autor und Dichter                  | 82    |       |
| 19. Februar | Theodoor Overbeek                 | niederländischer Physikochemiker, Mitentwickler der DVLO-Theorie                                                | 96    |       |
| 20. Februar | Edward Gordon Jones               | britischer Offizier der Luftstreitkräfte des Vereinigten Königreichs                                            | 92    |       |
| 20. Februar | Peter Ackermann                   | deutscher Maler und Graphiker, Professor in Karlsruhe                                                           | 73    |       |
| 20. Februar | Stine Bierlich                    | dänische Schauspielerin                                                                                         | 40    |       |
| 20. Februar | Frank Albert Cotton               | US-amerikanischer Chemiker                                                                                      | 76    |       |
| 20. Februar | Roger Gabet                       | französischer Fußballspieler                                                                                    | 83    |       |
| 20. Februar | Vilmos Jávori                     | ungarischer Jazzmusiker                                                                                         | 61    |       |
| 20. Februar | Edith Lassmann                    | österreichische Architektin                                                                                     | 87    |       |
| 20. Februar | Carl-Henning Pedersen             | dänischer Maler und Mitgründer der Malergruppe „Cobra“                                                          | 93    |       |
| 20. Februar | Jozef Sixta                       | slowakischer Komponist und Musikpädagoge                                                                        | 66    |       |
| 20. Februar | Wolfgang Tischler                 | deutscher Zoologe und Tier-Ökologe                                                                              | 94    |       |
| 20. Februar | Richard Tom                       | US-amerikanischer Gewichtheber                                                                                  | 86    |       |
| 20. Februar | Zilla Huma Usman                  | pakistanische Politikerin und Frauenrechtsaktivistin                                                            | 35    |       |
| 20. Februar | Zahrad                            | armenischer Dichter                                                                                             | 82    |       |
| 21. Februar | Daniel Boemle                     | Schweizer Hörfunkmoderator                                                                                      | 46    |       |
| 21. Februar | Ignatius Antoine II. Hayek        | syrischer Geistlicher, Patriarch von Antiochia                                                                  | 96    |       |
| 21. Februar | Arawa Kimura                      | japanischer Fußballspieler                                                                                      | 75    |       |
| 21. Februar | Francis Low                       | US-amerikanischer Physiker                                                                                      | 85    |       |
| 21. Februar | Katharina Mayberg                 | deutsche Schauspielerin                                                                                         | 81    |       |
| 21. Februar | Jürgen Overdiek                   | deutscher Architekt und Stadtplaner                                                                             |       |       |
| 21. Februar | Jean-Christophe Pelletier         | französischer Rennsportorganisator                                                                              | 61    |       |
| 21. Februar | Heinz Schuler                     | deutscher Freimaurer und Mozart-Forscher                                                                        | 79    |       |
| 21. Februar | Al Viola                          | US-amerikanischer Musiker                                                                                       | 87    |       |
| 21. Februar | Brigitte Weigert                  | deutsche Malerin und Tischtennisspielerin                                                                       | 72    |       |
| 22. Februar | Lothar-Günther Buchheim           | deutscher Schriftsteller, Maler, Kunstsammler und Verleger                                                      | 89    |       |
| 22. Februar | Luiz Chaves                       | brasilianischer Kontrabassist                                                                                   | 75    |       |
| 22. Februar | George Jellicoe, 2. Earl Jellicoe | britischer Politiker, Diplomat und Geschäftsmann                                                                | 88    |       |
| 22. Februar | Dennis Johnson                    | US-amerikanischer Basketballspieler                                                                             | 52    |       |
| 22. Februar | Balázs Lengyel                    | ungarischer Autor                                                                                               | 88    |       |
| 22. Februar | Herbert Thomas Mandl              | jüdisch-tschechischer Musiker, Philosoph und Schriftsteller                                                     | 80    |       |
| 22. Februar | Donat Müller                      | deutscher Zimmermeister und Senator (Bayern)                                                                    | 82    |       |
| 22. Februar | Samuel Hinga Norman               | sierra-leonischer Stammesführer der Mende und Anführer der Kamajors, der Civil Defence Force während des Bür... | 67    |       |
| 22. Februar | Fons Rademakers                   | niederländischer Filmregisseur                                                                                  | 86    |       |
| 22. Februar | Elsbeth Siebenbürger              | deutsche Bildhauerin                                                                                            | 92    |       |
| 22. Februar | Yuri Svirezhev                    | russischer Physiker und Ökologe                                                                                 | 68    |       |
| 22. Februar | Dickie Thompson                   | US-amerikanischer Jazzmusiker                                                                                   | 89    |       |
| 22. Februar | Ian Wallace                       | britischer Schlagzeuger                                                                                         | 70    |       |
| 23. Februar | Heinz Berggruen                   | deutscher Kunsthändler, Galerist, Sammler, Autor, Journalist                                                    | 93    |       |
| 23. Februar | Donnie Brooks                     | US-amerikanischer Rocksänger                                                                                    | 71    |       |
| 23. Februar | Burt Collins                      | US-amerikanischer Jazz- und Studiomusiker                                                                       | 75    |       |
| 23. Februar | Jock Dodds                        | schottischer Fußballspieler                                                                                     | 91    |       |
| 23. Februar | Carlo Huber                       | deutscher Philosoph und Jesuit                                                                                  | 75    |       |
| 23. Februar | Walter Probst                     | österreichischer Fußballspieler                                                                                 | 88    |       |
| 23. Februar | Nirupama Raghavan                 | indische Astrophysikerin und Hochschullehrerin                                                                  | 66    |       |
| 23. Februar | Pascal Yoadimnadji                | tschadischer Politiker, Premierminister (2005–2007)                                                             |       |       |
| 24. Februar | Bruce Bennett                     | US-amerikanischer Leichtathlet und Schauspieler                                                                 | 100   |       |
| 24. Februar | Édouard Bonnefous                 | französischer Hochschullehrer und Politiker (UDSR)                                                              | 99    |       |
| 24. Februar | Mordechai Breuer                  | israelischer Rabbiner                                                                                           | 85    |       |
| 24. Februar | Mario Chanes de Armas             | kubanischer Revolutionär und Kampfgefährte Fidel Castros                                                        | 79    |       |
| 24. Februar | Leroy Jenkins                     | US-amerikanischer Komponist und Freejazz-Musiker (Geige, Bratsche)                                              | 74    |       |
| 24. Februar | Mathias Kappil                    | indischer Geistlicher, Bischof von Punalur                                                                      | 79    |       |
| 24. Februar | Lamar Lundy                       | US-amerikanischer American-Football-Spieler                                                                     | 71    |       |
| 24. Februar | Bernard Mabula                    | tansanischer Bischof von Singida                                                                                |       |       |
| 24. Februar | Damien Nash                       | US-amerikanischer Footballspieler                                                                               | 24    |       |
| 24. Februar | Ari Abraham Offenberg             | deutscher Funktionär, Vorsitzender der Israelitischen Synagogen-Gemeinde Adass Jisroel zu Berlin                | 92    |       |
| 24. Februar | Erich Rügheimer                   | deutscher Arzt                                                                                                  | 81    |       |
| 24. Februar | Karlheinz Simon                   | deutscher Tischtennisspieler und -funktionär                                                                    | 93    |       |
| 24. Februar | Eberhard Spiess                   | deutscher Filmhistoriker                                                                                        |       |       |
| 24. Februar | Augusto Trujillo Arango           | kolumbianischer Geistlicher, Erzbischof von Tunja in Kolumbien                                                  | 84    |       |
| 25. Februar | William Anderson                  | US-amerikanischer Marineoffizier, Entdeckungsreisender und Politiker                                            | 85    |       |
| 25. Februar | P. Bhaskaran                      | indischer Lyriker, Filmregisseur und Schauspieler                                                               | 82    |       |
| 25. Februar | Jytte Borberg                     | dänische Schriftstellerin                                                                                       | 89    |       |
| 25. Februar | Jean Grelaud                      | französischer Veteran                                                                                           | 108   |       |
| 25. Februar | César Keiser                      | Schweizer Kabarettist                                                                                           | 81    |       |
| 26. Februar | Angelo Arcidiacono                | italienischer Säbelfechter                                                                                      | 51    |       |
| 26. Februar | Günter Ashauer                    | deutscher Leiter der Deutschen Sparkassenakademie                                                               | 72    |       |
| 26. Februar | Roberto Luiz Assumpção de Araújo  | brasilianischer Diplomat                                                                                        |       |       |
| 26. Februar | Bernard Jacqueline                | apostolischer Nuntius von Burundi und Marokko                                                                   | 88    |       |
| 26. Februar | Lena Jeger, Baroness Jeger        | britische Journalistin und Politikerin (Labour Party)                                                           | 91    |       |
| 26. Februar | José Lambert Filho                | brasilianischer Geistlicher, Erzbischof von Sorocaba                                                            | 77    |       |
| 27. Februar | Fred Basolo                       | US-amerikanischer Chemiker                                                                                      | 87    |       |
| 27. Februar | Luis Bassetti                     | österreichischer Jurist, Diplomkaufmann und Politiker der ÖVP                                                   | 92    |       |
| 27. Februar | Edith Brandt                      | deutsche Politikerin (SED), MdV                                                                                 | 83    |       |
| 27. Februar | Klaus Brankamp                    | deutscher Maschinenbau-Ingenieur und Unternehmer                                                                | 67    |       |
| 27. Februar | Bernd Freytag von Loringhoven     | deutscher Offizier                                                                                              | 93    |       |
| 27. Februar | Alfred Bernhard Lau               | deutscher Missionar und Kakteenforscher                                                                         | 78    |       |
| 27. Februar | Bobby Rosengarden                 | US-amerikanischer Jazzschlagzeuger                                                                              | 82    |       |
| 28. Februar | Manfred Botzenhart                | deutscher Historiker                                                                                            | 72    |       |
| 28. Februar | Alexander King                    | britischer Chemiker                                                                                             | 98    |       |
| 28. Februar | Robert C. Kingston                | US-amerikanischer General, erster Kommandeur des US Central Command                                             | 78    |       |
| 28. Februar | Gustav Carl Liebig                | deutscher Marineoffizier                                                                                        | 76    |       |
| 28. Februar | Egon Monk                         | deutscher Schauspieler, Regisseur, Dramaturg und Autor                                                          | 79    |       |
| 28. Februar | Barbara Neuhaus                   | deutsche Schriftstellerin                                                                                       | 82    |       |
| 28. Februar | Hans Wolfgang Rombach             | deutscher Verwaltungsjurist                                                                                     | 83    |       |
| 28. Februar | Abdul-Ahad Sana                   | irakischer Bischof von Alqosh                                                                                   | 84    |       |
| 28. Februar | Arthur M. Schlesinger             | US-amerikanischer Historiker                                                                                    | 89    |       |
| 28. Februar | Anna Tassopoulos                  | griechische Kammersängerin                                                                                      | 92    |       |
| 28. Februar | Billy Thorpe                      | australischer Rockmusiker                                                                                       | 60    |       |
| 28. Februar | Kaoru Tosaka                      | japanischer Manager                                                                                             |       |       |
| 28. Februar | Ignaz Vergeiner                   | österreichischer Naturwissenschafter                                                                            | 68    |       |
| 28. Februar | Rudi Wiechmann                    | deutscher Politiker (FDP), MdL                                                                                  | 78    |       |
| Februar     | Chen Peixun                       | chinesischer Komponist                                                                                          | 85    |       |
| Februar     | Gerda Schönfelder                 | deutsche Schlagersängerin                                                                                       | 85    |       |